# Lina Burger
Lina Burger (* 9. Januar 1856 in Rückeroth im Westerwald als Lina Schröder/Schroeder; † 1942 in Herford) war eine deutsche Buchgestalterin, Illustratorin, Grafikerin und Exlibriskünstlerin.

## Werdegang
Lina Burger absolvierte eine Ausbildung an der Unterrichtsanstalt des Kunstgewerbemuseums Berlin. Einer ihrer Lehrer war der Maler Anton Klamroth. Sie fertigte zahlreiche Illustrationen, Buchschmuck, Exlibris und Plakate an. Viele ihrer Arbeiten entwarf sie für den Verlag Breitkopf & Härtel in Leipzig und den Berliner Verlag F. W. Grunow. Von 1901 bis 1927 war Burger Mitglied des Vereins der Künstlerinnen und Kunstfreundinnen zu Berlin. Sie war mit dem Bibliothekar und Schriftkundler Konrad Burger verheiratet.
Lina Burger erstellte die erste deutsche Übersetzung der Publikationen zur Buchgraphik des englischen Malers Walter Crane.

Auswahl von Werken
Exlibris von Dr. Alphons Dürr (1890/1900)
Exlibris von Louise Dürr-Keßler (1901)
Lied der deutschen Sänger in Österreich, Blatt 43 aus: "Neue Flugblätter – Volkstümliche Lieder mit Zeichnungen hervorragender deutscher Künstler" (1901)
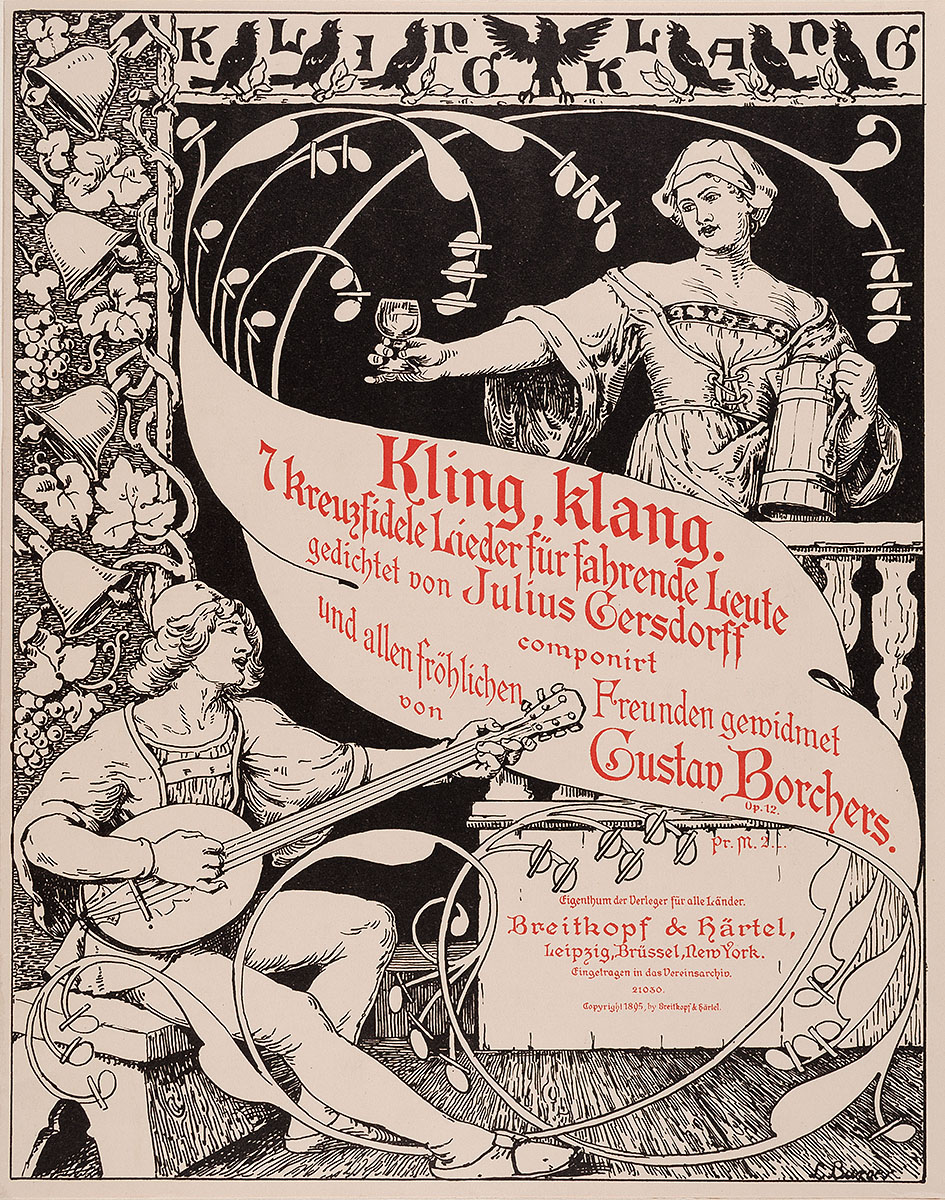
Kling, Klang. 7 kreuzfidele Lieder für fahrende Leute gedichtet von Julius Gersdorff (1895)
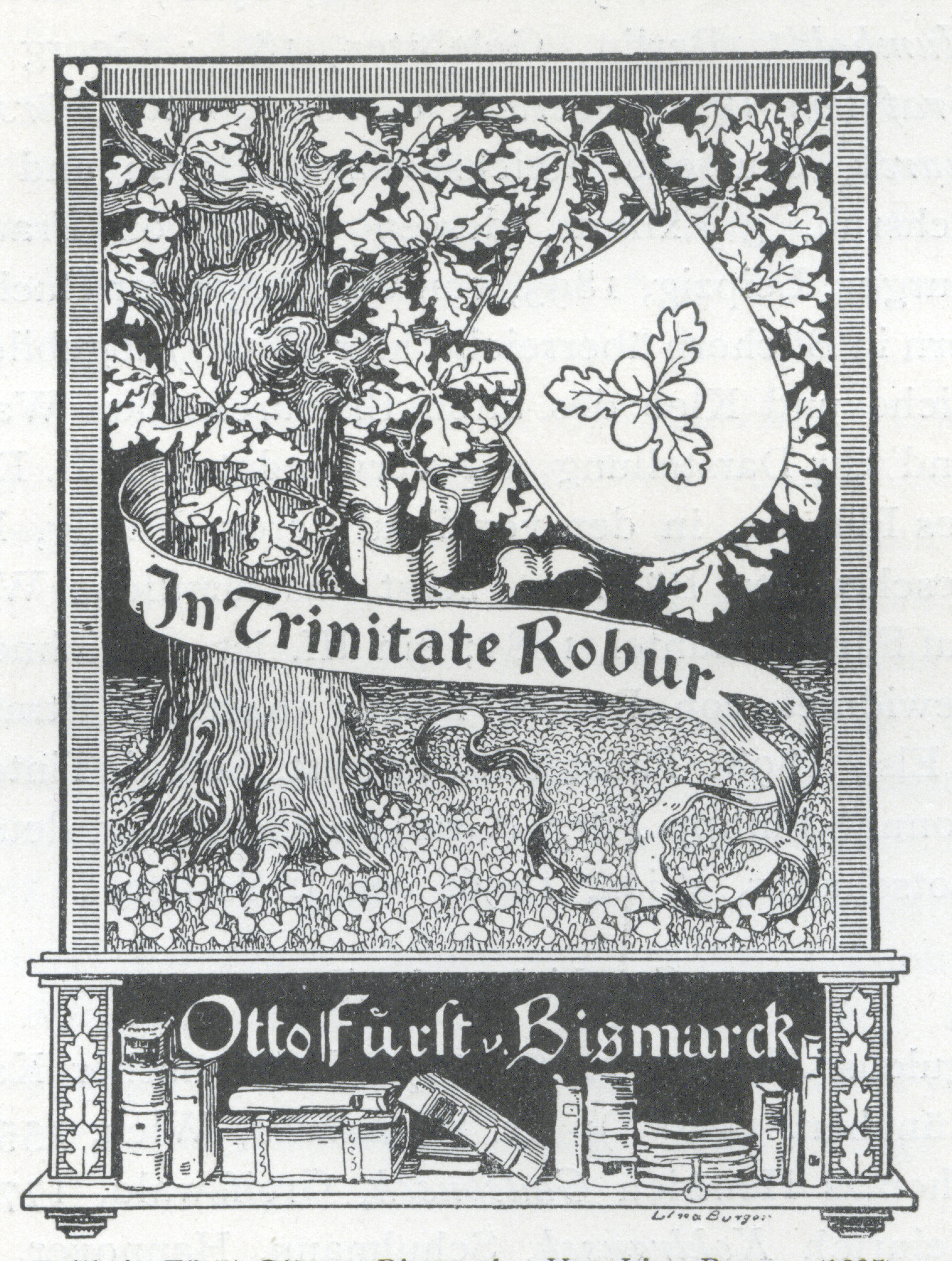
Exlibris für Otto von Bismarck